# N.S.H.-Motorradbau Nöding & Söhne Hersfeld
N.S.H.-Motorradbau Nöding & Söhne Hersfeld war ein deutscher Motorradhersteller aus Hersfeld.

Unter der Bezeichnung N.S.H. (Nöding & Söhne, Hersfeld) wurden zwischen 1923 und 1929 ungefähr 700 Motorräder hergestellt.

## Geschichte
Die Firma wurde 1890 durch Adam Nöding gegründet. Das Unternehmen A. Nöding & Söhne handelte mit Automobilen und Motorrädern der Marken De Dion-Bouton, N.A.G. und Brennabor, des Weiteren produzierte und verkaufte die Firma Fahrräder, bot Reparaturen und Mietwagen an und betrieb eine eigene Fahrschule.
Ab 1923 wurde eine eigene Motorradmarke, die Baureihe N.S.H., auf Kundenwunsch in Handarbeit produziert.
1929 wurde die eigene Produktion eingestellt, das Unternehmen existierte aber weiterhin als Fahrzeughändler und -reparateur.

## Motorradbaureihe N.S.H.
Insgesamt wurden nur ca. 700 Motorräder in Handarbeit gebaut. Die Maschinen galten als solide, modern und formschön.
Der Motorradbau begann 1923 mit einer obengesteuerten 185-cm³-Maschine, deren Einzylindermotor von Paqué in Augsburg hergestellt wurde. 1924 folgte eine ähnliche 198-cm³-Version. Als 1925 Paqué als Lieferant ausfiel, ging man bei N.S.H. auf seitengesteuerte 346- und 498-cm³-JAP-Motoren und auf 122-, 147-, 173-, 242-, 346-cm³-Villiers-Zweitakter über.
1927 wurde von N.S.H. als einziger deutscher Motorradfabrik auch der 344-cm³-Parallel-Zweitakter von Villiers serienmäßig verbaut. Eingebaut wurde dieser Motor auch von Francis-Barnett (England), Monet et Goyon (Frankreich), La Mondial (Belgien) und M.T. (Österreich).
Die Fahrgestelle waren Stahlrohrrahmen typisch englischer Bauweise. Bereits ab 1928 wurden Satteltanks eingebaut.
Mehrere Motorräder befinden sich noch in Familienbesitz, darunter eine mit 350-cm³-Sturmey-Archer-Motor sowie eine weitere mit V-Twin-Motor von MAG (Motosacoche) mit 600 cm³ (MKB 2C12).